# Judith Marquet-Krause
Judith Marquet-Krause (Ilaniya, 1906 – 1 juli 1936) was een joodse archeologe geboren in Galilea (toen deel van Ottomaans Palestina). Zij was een pionier in de archeologie van Israël en een van de eerste in het land geboren archeologen. Marquet-Krause overleed op jonge leeftijd door ziekte.

## Jeugd, opleiding, huwelijk
Haar vader, Eliyahu Krause (1876-1962), was een landbouwkundige die in 1901 door baron Edmond James de Rothschild was aangesteld als directeur van de experimentele landbouwkolonie in Ilaniya (ook Sejera genoemd). In 1914 werd hij directeur van de landbouwschool Mikveh Israel en verhuisde de familie.
Marquet-Krause volgde de middelbare school in Tel Aviv. Daarna vertrok ze naar Parijs om Frans te studeren en lerares Frans te worden; ze studeerde ook middeleeuwse geschiedenis en literatuur aan de Sorbonne. Ook volgde ze colleges Akkadisch, Syrisch en Armeens aan de École pratique des hautes études en spijkerschrift en archeologie van Israel en het Nabije Oosten aan de École du Louvre. Tijdens haar studiejaren bezocht ze de belangrijkste musea van Europa en het Midden-Oosten evenals opgravingen in Palestina en Syrië.
Zij was getrouwd met de Franse oriëntalist Yves Marquet (1911-2008).

## Archeologisch werk
In 1932 of 1933 keerde Marquet-Krause terug in het Brits mandaatgebied Palestina. Zij werd lid van het opgravingsteam van John Garstang, die Jericho opgroef. Haar verantwoordelijkheid was het verwerken van vondsten uit graven.
Daarna kreeg zij een eigen opgravingsproject: de bijbelse stad Ai. De plaats was geïdentificeerd door W.F. Albright (1891-1971) bij et-Tell, ca. twee kilometer ten zuidwesten van Bethel. Haar doel was te bevestigen wat het Boek Jozua beschrijft: Ai was een koninklijke stad in Kanaän die samen met Beth-El werd veroverd door de Israëlieten onder Jozua, die eerst Jericho had veroverd. Marquet-Krause groef tijdens drie seizoenen (tussen 1933 en 1935) op in Ai. De opgravingen werden gefinancierd door baron Edmond Rothschild. 
In 1936 werden vondsten uit Ai een week lang tentoongesteld in de landbouwschool Mikveh Israel. Ze werden gepresenteerd als archeologisch bewijs voor de historiciteit van de teksten uit het Oude Testament. Verschillende krantenartikelen in het Hebreeuws verschenen over de tentoonstelling. Er is geen catalogus bekend. Enkele maanden na de tentoonstelling stierf Marquet-Krause aan tuberculose. De vondsten werden verdeeld over verschillende musea in Israël, waaronder het huidige Rockefeller Museum.
Marquet-Krause publiceerde twee voorlopige verslagen van haar opgravingen; het definitieve opgravingsrapport werd na haar dood door haar echtgenoot uitgegeven.
De opgravingen van Marquet-Krause toonden aan dat Ai een belangrijke versterkte stad was tijdens de Vroege Bronstijd (3100-2400 v.Chr.), met een tempel waarin vaatwerk van aardewerk en Egyptisch albast werden gevonden, en graven met grafvondsten. Deze stad werd geheel verwoest en verlaten. Op de resten vond het team van Marquet-Krause de resten van een onversterkt dorp uit de vroege Israëlitische periode, gebouwd in 1220 v.Chr. en bewoond tot 1050 v.Chr. Het was verlaten door de inwoners, maar niet verwoest of veroverd.

## Publicaties
- “The Ai Excavations.” News of the Hebrew Society for Research of Erez Israel and Its Ancient Artifacts 1/4 (1934): 28-30.
- “La deuxième campagne de fouilles à Ay (1934). Rapport sommaire.” Syria 16/4 (1934): 325-345.
- Les fouilles de ʿAy (Et-Tell), 1933-1935: La résurrection d’une grande cité biblique. Bibliothêque Archéologique et Historique 45. Paris: 1949.

- International Standard Name Identifier: 0000 0000 7069 0570
- Nationale Bibliotheek van Israël: 987007419537305171
- Nederlandse Thesaurus van Auteursnamen: 183330366
- Système universitaire de documentation: 112870694
- Virtual International Authority File: 98035688
- WorldCat: E39PBJcwC79q4cf3D3bPTC4KBP